# 등주 김씨
등주 김씨(登州金氏)는 함경남도 안변군을 본관으로 하는 한국의 성씨이다.
시조와 관련해서는 두 가지 설이 존재하며, 명나라 한림학사인 김장생(金長生)은 조선에 거주해 성씨를 이루게 했다고 설과 신라 경순왕의 후손 김식(金軾)이 시조라는 두 설이 존재한다.

## 참고 자료
- “등주김씨(登州金氏)”. 뿌리를 찾아서.[깨진 링크(과거 내용 찾기)]